# Божидар Ђорђевић (лекар)
Божидар Ђорђевић (Београд, 1910 — Београд, 1986) био је српски лекар, професор универзитета и академик. Ђорђевић је био ректор Универзитета у Београду и академик САНУ.

## Биографија
Божидар Ђорђевић је рођен 5. јануара 1910. у Београду. Потиче из угледне и образовне београдске породице Ђорђевић. Старији брат Јован Ђорђевић- правник, такође је био професор универзитета у Београду, члан САНУ... Божидар Ђорђевић је сновну школу, Четврту београдску гимназију и Медицински факултет завршио је у Београду 1936. Интерну медицину специјализирао је на Интерној пропедевтичкој клиници у Београду и на Интерној клиници у Паризу. 1936. године изабран је за асистента на Медицинском факултету у Београду, а за редовног професора 1958. године.
Био је ректор Универзитета у Београду (1963—1967), члан САНУ: Одељење медицинских наука и то дописни од (1963.) а редован од (1974.). Био је члан Председништва САНУ од 1981. до 1986. , члан Српског лекарског друштва; редован члан Академије медицинских наука (1976.) као и почасни председник Кардиолошке секције.
Умро је у Београду 11. априла 1986.г.

## Допринос српској медицини
| „ | Академик Ђорђевић дао је огроман допринос развоју кардиологије у Србији: стимулисао је развој кардиопатологије, уводио нове дијагностичке методе у адултној кардиологији, повезао клиничку кардиологију са кардиохирургијом, засновао педијатријску кардиологију, основао коронарну јединицу на Интерној Б клиници у Београду(по реду оснивања била је то друга цивилна, а трећа KJ у Србији), иницирао оснивање установа за рехабилитацију кардиоваскуларних болесника и установио савремени приступ у процени радне способности и инвалидности ових болесника. Писац је пионирских радова из области екперименталне кардиологије, имунокардиологије, ургентне кардиологије и кардиологије спорта. Био је директор Института за медицинска истраживања (1962/63) и директор Интерне «Б» клинике (1974—1976). | ” |

 Аутор текста (Др Јелена Јовановић Симић)